# 押角峠
押角峠（おしかどとうげ）は、岩手県宮古市と下閉伊郡岩泉町の境界にある峠である。
国道340号現道およびそのバイパスである押角峠道路がトンネルで峠の下を通過する。かつてはJR東日本の岩泉線もトンネルで通過していた。

## 概要
国道340号の本峠の前後は、一部が往復2車線である以外は急カーブ・急勾配が連続する狭隘道路で、いわゆる酷道である。非降雪期の普通車同士のすれ違いですら困難で、行き違い可能な場所までいずれか一方が後退しなければならない。しかし通行車両規制や冬期閉鎖規制などの措置は実施されておらず、大型トラックがガードレールをかすめながら通行する様子も見られた。
この峠の厳しい道路事情は、並行する岩泉線の存廃問題と密接に関わっており、長大トンネルの建設がままならない岩手県の苦しい財政事情と、沿道住民の足を守るため冬期閉鎖規制実施が難しいことによるものだった。
2010年（平成22年）7月31日に発生した土砂崩れ災害により岩泉線が全線運休となり、存廃問題が議論される中、2013年（平成25年）9月9日、JR東日本は押角峠の道路改良に協力することを提案し、岩手県は道路を改良工事する検討に入った。なお、岩泉線の存続問題とは別々に考えるとしていた。
その後、同年11月中に岩手県の道路改良方針（鉄道の押角トンネルを道路用に拡幅転用する）を宮古市と岩泉町が受け入れる方向で最終調整が進められた。岩泉線は2014年（平成26年）4月1日付で廃止された。

## 押角峠道路
押角峠道路（おしかどとうげどうろ）は、岩手県宮古市から下閉伊郡岩泉町へ至る国道340号のバイパス道路である。
2014年度（平成26年度）に旧岩泉線の押角トンネルを道路用に拡幅するための事業に着手し、2020年（令和2年）12月13日に開通した。

### 路線データ
- 起点：岩手県宮古市和井内
- 終点：岩手県下閉伊郡岩泉町大川
- 延長：3.7 km

## 押角トンネル
押角トンネル（おしかどトンネル）は、国道340号新道 (押角峠道路) のトンネルである。当初は峠付近の国道 (旧道) に並行して設けられた単線鉄道トンネルであり、小本線（岩泉線）の押角駅 - 岩手大川駅間に位置していた。
1947年（昭和22年）の国鉄小本線（岩泉線）押角駅 - 宇津野駅（1957年に廃止）間延伸時に開通した。なお、宇津野駅は本トンネルの岩手大川側坑口付近に位置していた。鉄道トンネル当時の全長は2,987 mであった。2014年の岩泉線の廃止により鉄道トンネルとしての役目を終え、道路用に拡幅されて押角峠道路のトンネルに転用された。接続道路との関係で、岩手大川側にSカーブを挿入して鉄道時代のトンネル坑口の隣に道路のトンネルの坑口が位置する構造となり、全長が3,094 mとなった。2車線で車線幅員合計は6 m。
- 岩泉線時代の押角トンネル（岩泉線宇津野駅跡側から、2013年）
- 宮古市側坑口
- 岩泉町側坑口

## 雄鹿戸トンネル
雄鹿戸トンネル（おしかどトンネル）は、国道340号旧道のトンネルである。読み方は「押角」と同じく「おしかど」である。1935年（昭和10年）竣工、全長579.7 m、幅員4.6 m。
押角トンネルが道路用に転用された後も、当トンネルは通行可能であり照明も点灯している。
- 岩泉町側坑口